# Обераурах
Обераурах (нем. Oberaurach) — община в Германии, в земле Бавария. 
Подчиняется административному округу Нижняя Франкония. Входит в состав района Хасберге.  Население составляет 4285 человек (на 31 декабря 2010 года). Занимает площадь 36,76 км².
Община подразделяется на 8 сельских округов.

## Население
По оценке на 31 декабря 2015 года население общины Обераурах составляет 3971 чел. 

| Дата      | 1840 | 1871 | 1900 | 1925 | 1939 | 1950 | 1961 | 1970 | 1987 | 2011 |
| --------- | ---- | ---- | ---- | ---- | ---- | ---- | ---- | ---- | ---- | ---- |
| Население | 2554 | 2780 | 2994 | 3067 | 3075 | 3692 | 3335 | 3589 | 3901 | 4010 |

| Год       | 1960 | 1970 | 1980 | 1990 | 2000 | 2009 | 2010 | 2011 | 2012 | 2013 | 2014 | 2015 |
| --------- | ---- | ---- | ---- | ---- | ---- | ---- | ---- | ---- | ---- | ---- | ---- | ---- |
| Население | 3193 | 3594 | 3445 | 4012 | 4380 | 4282 | 4285 | 4032 | 4024 | 4029 | 4045 | 3971 |